# Melomys howi
Melomys howi — вид гризунів родини Muridae. Він зустрічається лише на острові Ріама в Індонезії, невеликому острові на захід від Селару в Танімбарських островах. Про цей вид відомо дуже мало, але він також може бути присутнім на деяких інших островах цієї групи. У Міжнародного союзу охорони природи недостатньо інформації, щоб оцінити статус збереження мозаїчнохвостого щура Ріама, тому його внесено до списку «недостатньо даних».

## Морфологічна характеристика
Дрібний гризун із довжиною голови й тулуба від 111,5 до 112,2 мм, довжиною хвоста від 135,6 до 137,2 мм, довжиною лап від 26 до 27,2 мм, довжиною вуха від 15,2 до 15,5 мм і вагою до 73 грамів. Верхня частина палевого кольору, голова червонувато-коричнева, а скронева область димчасто-сіра. Щоки жовтуваті, боки морди білі, навколо очей є темні кільця. Вуса чорні до 45 мм завдовжки. Черевні частини та внутрішня частина кінцівок білі. Вуха малі, коричневі. Задня частина задніх ніг буро-жовта. Хвіст довший за голову й тулуб, зверху темний, знизу світло-сірий і вкритий 11–13 кільцями лусочок на сантиметр.

## Поведінка
Це деревний вид.